# Stella Maris Closas
Stella Maris Closas (Buenos Aires, 7 de abril de 1946) es una actriz y directora de teatro argentina de amplia trayectoria en cine, teatro y televisión. Fue una de las más solicitadas contrafiguras de las telenovelas en los años ochenta.

## Biografía
Cuando era muy niña manifestó su deseo de ser actriz. Entonces sus padres la llevaron a aprender actuación con la actriz y directora austriaca Hedy Crilla (1898-1984). Con ella debutó a los 6 años de edad en la obra de teatro La princesa y el pastor, en el Teatro Nacional.
Después la llamó Antonio Cunill Cabanellas para un programa en televisión de María Herminia Avellaneda.
Trabajó con Francisco Petrone.
Participó en las películas Después del silencio y Un muchacho como yo (con Palito Ortega y el debut de Soledad Silveyra).
Interrumpió esa carrera de actriz infantil para dedicarse a los estudios.
Después de terminar la escuela secundaria ingresó por decisión propia a la ENAD (Escuela Nacional de Arte Dramático), de Buenos Aires.
Trabajó haciendo radioteatros en el programa Las dos carátulas, de Radio Nacional (Buenos Aires).
Desde hace años Closas dicta clases de teatro.
En 2005 realizó el guion para una película infantil, El ángel Lito (la historia de un ángel que cae en Buenos Aires por casualidad), que en 2008 filmó su esposo, el cineasta y publicista Julio Ludueña.

## Cine[2][8]
- 1956: Después del silencio, como Kuky.[3]
- 1968: Un muchacho como yo.
- 1985: Los gatos (prostitución de alto nivel).
- 1997: Dibu: la película, como Marce Medina.
- 2002: Dibu 3, la gran aventura, como Marcela Medina.
- 2002: ¿Quién es Alejandro Chomski? (documental), como ella misma. Con Jim Jarmusch, Emir Kusturica, Julie Delpy, Charly García y Ben Gazzara.

## Televisión[9]
- 1968: Mujercitas (por Canal 9).
- 1969: Su comedia favorita (en Canal 9).
- 1969: Nuestra galleguita (por Canal 9), escrito por Abel Santa Cruz y dirigido por Alejandro Doria, con Norberto Suárez, Laura Bove, Víctor Hugo Vieyra, Cristina del Valle, Blanca del Prado y Andrea del Boca.[10]
- 1971: Nino (telenovela, por Panamericana Televisión), como Claudia Sánchez Escurra o Azcurra.
- 1971: Soledad, un destino sin amor (Canal 9), como Lolita.
- 1972-1973: Malevo (telenovela, por Canal 9), como Eufemia.
- 1972: Mi dulce enamorada (Canal 9), como Nilda Sampaio.
- 1972: Alta comedia, episodio: «El mar profundo y azul» (Canal 9).
- 1973: Alta comedia, episodio: «Mi prima Raquel» (Canal 9).
- 1973: Los protagonistas, episodio: «Honradeces que matan» (Canal 7), como Adriana.
- 1974: Alta comedia (unitario, por Canal 9), episodio «La barca sin pescador».
- 1974: La pesadilla (película de televisión).
- 1974: Narciso Ibáñez Serrador presenta a Narciso Ibáñez Menta, episodio: «La pesadilla» (Canal 11).
- 1974: En ascenso (Canal 9).
- 1975/1978: La familia Super Star (Canal 9).
- 1979: Mamá Linda (telenovela, por Canal 11).
- 1980/1981: Estación terminal (telenovela, por Canal 13), como Mariángel.
- 1981/1982: Lo imperdonable (ATC), como Adriana.
- 1982: Un hombre como vos (telenovela, por Canal 13), como Sonia.
- 1983: Sola (telenovela, por Canal 9), como Sonia.
- 1983: La comedia del domingo, episodio: «A mi maestra con cariño» (ATC), como Tina.
- 1983: La comedia del domingo, episodio: «El señor está servido» (ATC), como Mariana.
- 1983: Señorita maestra (telenovela, por ATC), como Fermina Bianchetti. Con Cristina Lemercier, Jorge Barreiro, Romualdo Quiroga y Nené Malbrán.
- 1984: Tal como somos (telenovela, por Canal 11).
- 1984/1985: Los exclusivos del 11 (Canal 11).
- 1985: Momento de incertidumbre (serie de televisión, por Canal 13), episodio: «El hombre que vio su muerte».
- 1986: El hombre que amo (telenovela, por Canal 9).
- 1989: Las comedias de Darío Vittori (por Canal 2 y Canal 13), episodio «Mi querida senadora», como Catalina, la senadora.
- 1993: Alta comedia (unitario), episodio «Lágrimas de madrugada».
- 1991-1994: ¡Grande, Pa! (telenovela, por Telefé), como Norma.
- 1993: Alta comedia, episodio: «Lágrimas de madrugada» (Canal 9).
- 1995/1996: Mi familia es un dibujo (telenovela, por Telefé), como Marce o Marcela. Ganó un Martín Fierro 1996 como «Mejor actriz protagonista en comedia».
- 1999: Cabecita (telenovela, por Telefé), como Lidia Núñez Zamora.
- 2005: Amor en custodia (telenovela, por Telefé), como Teté Alcorta.

## Teatro[2][11]
Ha sido protagonista en puestas de autores como
- Lope de Vega (1562-1635),
- Tirso de Molina (1579-1648),
- Hans Christian Andersen (1805-1875),
- Henrik Ibsen (1828-1906),
- Oscar Wilde (1854-1900),
- Federico García Lorca (1898-1936),
- Jean Anouilh (1910-1987),
- Tennessee Williams (1911-1983),
- Neil Simon (1927-),
- Roberto Tito Cossa (1934-).
- Ricardo Halac (1935-),
- Rainer Werner Fassbinder (1945-1982),

Fue dirigida, entre otros, por:
- Hedy Crilla (1898-1984),
- Rodolfo Graziano (1931-),
- Rubens Correa (años 1940) y
- Joaquín Bonet (1974-).

Trabajos como actriz
- 1953: El gato sobre el tejado de zinc caliente, con la Compañía de Francisco Petrone.
- La princesa y el pastor.
- Casa de muñecas.
- 2002: La historia de la Dama de las Camelias.
- 2002: El tiempo y los Conway.
- 2002: Persona, ¡je!
- 2003: Espíritu travieso.
- 2003: El abanico de Lady Windermere.
- 2003/2004: Besaré tus pies.
- 2004: Llovizna gris.
- 2005: Madejas.
- 2005: Los auténticos, los de siempre (radioteatro).
- 2005: Maribel y la extraña familia.
- 2005/2007: Tute Cabrero.
- 2006: María Estuardo.
- 2007: Tartufo.
- 2007: Made in Lanús.
- 2007: Diferencia de edad.
- 2007: Radioteatro en escena (ciclo), episodio: «La señorita ministra»
- 2007: Radioteatro en escena (ciclo), episodio: «Tiburón»
- 2007: Radioteatro en escena (ciclo), episodio: «La novia de los forasteros»
- 2007: Teatro semimontado (ciclo), episodio: «El Sr. Casacuberta»
- 2007: De eso sí se habla (ciclo), episodio: «No te deprimas, abuelita»
- 2007: Horai, la visión de lo intangible.
- 2008: Radioteatro en escena (ciclo), episodio: «Fuego en el rastrojo»
- 2009: Teatrísimo (ciclo), episodio: «Un tejado sobre el violinista»
- 2009: Las fantasías sexuales de mi marido.
- 2009: El nieto de Tevie.
- 2009: Hoy no, Cecilia.
- 2009: Gala de navidad, con Juan Carlos Galván, Virginia Lago, Miguel Jordán, Érika Wallner y Fabio Aste.
- 2010: Jaque mate.
- 2011: Féminas.
- 2011: Caso Claudia Victoria Poblete Hlaczik, con Miguel Ávila, Hilda Bernard, Claudia Cárpena, Maia Francia, Alejo García Pinto, Susana Ortiz, Lucía Stella, Rubén Stella y Lorenzo Quinteros.[12]
- 2012: Las tres buenas señoras (Elena Torres).

Trabajos como directora
Dirigió puestas de:
- William Shakespeare (1564-1616),
- J. B. Priestley (1894-1984),
- Roberto Arlt (1900-1942).[13]

- 2004: Veinte años antes (dirección).
- 2005: La última función (dirección de arte).
- 2005: El gobernador castrado (dirección de arte).
- 2007/2008: El sueño y la trampa (dirección de arte).
- 2008: Cocinando con Elisa (dirección).
- 2009: Efecto maniquí.com (dirección).
- 2011: Solas, pero no tanto (dirección).

## Vida privada
Está casada con el cineasta y publicista Julio Ludueña.
Tienen dos hijos: Federico (1977-), sociólogo, y Ezequiel Ludueña (1980-), licenciado en Filosofía, músico y director de teatro, que ha trabajado con su madre en varias oportunidades.